# 仙居乡 (荆门市)
仙居乡，是中华人民共和国湖北省荆门市东宝区下辖的一个乡镇级行政单位。

## 行政区划
仙居乡下辖以下地区：
仙居社区、发旺村、小河村、珍珠村、福星村、矿山村、促联村、天星村、华新村、盐井村、何家村、新屋村、新坪村、黄聂村、三泉村、赵坪村、革新村、付庙村、柴黄村、李坪村、白洋村、双泉村、七井村、银井村、黑峪村、太平村、跑马村和双龙村。